# Edward Titchener
Edward Bradford Titchener (Chichester, 11 gennaio 1867 – Ithaca, 3 agosto 1927) è stato uno psicologo e filosofo britannico appartenente alla corrente dello strutturalismo; fu colui che esportò le teorie di Wilhelm Wundt negli Stati Uniti.
Egli affermava che la mente fosse la struttura risultante dalla somma di molteplici elementi: la filosofia strutturalista vuole, infatti, studiare gli elementi di base che compongono la psiche.

## La psicologia strutturalista di Titchener
La grande psicologia ha per oggetto l'esperienza come la fisica. La sola differenza tra fisica e psicologia sta nel fatto che la fisica studia l'esperienza in quanto indipendente dal soggetto esperiente, mentre la psicologia studia l'esperienza in quanto dipendente dal soggetto esperiente. 
Ad esempio, lo spazio e il tempo sono oggetto tanto dell'indagine fisica quanto dell'indagine psicologica, ma mentre nel primo caso essi hanno un valore costante in relazione all'osservatore, nel secondo caso essi dipendono dalle condizioni soggettive dell'osservatore stesso (psicologicamente parlando, cinquanta minuti possono essere più lunghi di un'ora, o millecento metri più brevi di un chilometro). 
Mente e coscienza sono le categorie generali che si riferiscono all'esperienza umana immediata: la mente è la somma di tutti i processi mentali che hanno luogo nella vita dell'individuo; la coscienza è la somma di tutti i processi mentali che hanno luogo hic et nunc, in un determinato momento della vita dell'individuo.
Titchener considera l'Io o il Sé una dimensione non sottoponibile all'indagine sperimentale, e quindi estranea alla psicologia scientifica. 
Lo scopo dell'indagine psicologica consiste nel descrivere i contenuti della coscienza e nell'evidenziare le leggi che presiedono al loro combinarsi e al loro susseguirsi. La psicologia titcheneriana è pertanto eminentemente descrittiva; la spiegazione dei contenuti coscienti, in 
termini motivazionali, istintuali, è esplicitamente demandata alla fisiologia e alla biologia generale, cioè a settori di indagine estranei alla psicologia. 
Rimane da dire il perché del termine strutturalismo. 
Nel linguaggio Titcheneriano la struttura mentale è il complesso risultato della somma di molteplici elementi coscienti semplici; come una sorta di mosaico; scopo dell'indagine psicologica è la scomposizione e ricomposizione analitica dei pezzi. 

### I tre elementi della coscienza
L'esperienza cosciente si presenta sotto forma di percezioni, di idee, di emozioni o sentimenti. 
L'interesse analitico dello psicologo è rivolto a: 
- sensazioni, elementi semplici o costitutivi delle percezioni
- immagini mentali, elementi semplici o costitutivi delle idee
- stati affettivi, elementi semplici o costitutivi delle emozioni o dei sentimenti

Dei tre elementi, la sensazione è quello più importante e ricorrente. Essa corrispondente allo stato di coscienza che nasce al momento della stimolazione di un organo sensoriale periferico. 
Oltre a quelle relative ai cinque sensi (vista, udito, olfatto, gusto, tatto), Titchener sottolinea l'esistenza delle sensazioni cinestetiche che provengono dai nostri tendini, muscoli e giunture. 
L'elemento immagine compare in processi mentali relativi a esperienze non attuali, come i ricordi e le anticipazioni del futuro. 
Il rapporto tra immagine e sensazione è semplice e diretto: quando un organo sensoriale periferico è stato stimolato più volte (per esempio, abbiamo visto più volte il colore blu), si instaura nel cervello uno stato di eccitazione centrale che può sostituire la stimolazione periferica e produrre l'immagine al posto della sensazione (per esempio vediamo il colore blu con gli occhi della mente). 
L'elemento stati affettivi è costitutivo delle emozioni e dei sentimenti, quali l'amore, l'odio, la gioia e la tristezza. Come l'immagine, anch'esso è molto simile alla sensazione; in particolare, tanto gli stati affettivi quanto le sensazioni si stemperano qualora vengano ripetuti. Se teniamo una mano immersa in acqua tiepida, la sensazione iniziale di calore diminuisce progressivamente, con l'adattarsi della temperatura della pelle alla temperatura dell'acqua; analogamente, se ascoltiamo più volte di seguito un brano musicale di nostro gradimento, lo stato affettivo di piacere tende progressivamente a scomparire. La fame per esempio è il risultato della somma di sensazioni e stati affettivi di varia natura.
Gli attributi fondamentali della sensazione e dell'immagine sono quattro: 
- qualità: esempio freddo, salato, verde
- intensità: esempio una scampanellata forte
- durata: esempio una scampanellata lunga
- chiarezza: esempio la voce dello speaker radiofonico è chiara ed è al centro della mia coscienza, se l'ascolto intenzionalmente, mentre non è chiara ed è alla periferia della mia coscienza se la sento distrattamente perché sto parlando al telefono.

Gli stati affettivi possiedono solo gli attributi della qualità, della intensità e della durata, cioè manca loro l'attributo della chiarezza: difatti se ci concentriamo sulle nostre sensazioni riusciamo a renderle sempre chiare, mentre se ci concentriamo sui nostri stati affettivi otteniamo l'effetto opposto, cioè li dissolviamo. Fra le sensazioni e le immagini da un lato e gli stati affettivi dall'altro esiste poi un'ulteriore differenza: mentre i secondi sono sempre e necessariamente o piacevoli o spiacevoli, le prime sfuggono a questa legge del contrasto. 

### Il metodo: l'introspezione
Come la fisica, la psicologia procede mediante osservazione empirica. Nella fisica, l'osservazione empirica è un'ispezione rivolta ai contenuti del mondo esterno, nella psicologia essa è un'introspezione rivolta ai contenuti della coscienza individuale. L'introspezione è l'unico metodo che caratterizza la psicologia rispetto alle altre scienze. I dati empirici oggettivi (rilevabili dall'esterno del soggetto, come i comportamenti) diventano psicologici soltanto se e nella misura in cui possono essere interpretati alla luce dell'introspezione. 
Nelle intenzioni di Titchener, questo introspezionismo sperimentalistico è il vero unico criterio che differenzia la psicologia scientifica dalla psicologia razionale pre-scientifica. 
Lo psicologo introspezionista deve seguire due norme fondamentali: 
- Adottare il criterio elementistico. Ogni dato cosciente sottoposto all'introspezione deve essere scomposto nei suoi elementi più semplici, cioè in elementi non suscettibili di ulteriore scomposizione psichica. Esempio: l'esperienza cosciente suscitata da un fiore profumato non costituisce un elemento semplice. Infatti l'introspezione analitica rivela la presenza in essa di due componenti irriducibili e reciprocamente indipendenti: una sensazione di odore e uno stato affettivo di piacere.

- Salvaguardarsi dall'errore dello stimolo. Consiste nell'attribuzione di significati o di valori ai dati dell'esperienza cosciente, che vanno invece riportati nella loro nuda e cruda esistenzialità (di qui il termine esistenzialismo con quale veniva talora indicato il sistema titcheneriano). In virtù di un addestramento preliminare lungo e non facile il soggetto impara a descrivere il processo cosciente determinato in lui dall'oggetto-stimolo, anziché l'oggetto-stimolo in quanto noto come tale. Esempio: di fronte all'oggetto-stimolo "tavola", l'osservatore profano riferisce: "Vedo una tavola", perché incorre nell'errore dello stimolo, mentre lo psicologo introspezionista riferisce:" Vedo un colore grigio, una luminosità di media intensità,..." Perché sa distinguere le proprie effettive sensazioni immediate dal significato sociale dell'oggetto cui esse si riferiscono.

## Opere
- An Outline of Psychology (1896; nuova edizione nel 1902)
- A Primer of Psychology (1898; edizione revisionata nel 1903)
- Experimental Psychology (quattro volumi, 1901-05)
- Elementary Psychology of Feeling and Attention (1908)
- Experimental Psychology of the Thought Processes (1909)
- A Textbook of Psychology (due volumi, 1909-10)
- A Beginner's Psychology (1915)